# Duroia sancti-ciprianii
Duroia sancti-ciprianii là một loài thực vật có hoa trong họ Thiến thảo. Loài này được Devia Perss. & C.M.Taylor mô tả khoa học đầu tiên năm 1999.